# Kauttu kanal
Kauttu kanal (fi. Kautun kanava) är en slusslös kanal som förbinder sjöarna Ruovesi och Palovesi i Ruovesi kommun i Birkaland. Kanalen är 160 meter lång.
Kauttu ström muddrades 1863–1864 men då det visade sig vara ett mycket svårt passage valde man att bygga en kanal förbi strömmen. Kanalen byggdes 1884–1885.